# Pseuderanthemum
Pseuderanthemum (hrv. “lažni erantemum”), biljni rod iz porodice primogovki smješten u podtribus Graptophyllinae, dio tribusa Justicieae, potporodica Acanthoideae. Sastoji se od ¸133 vrste po suptropskoj i tropskoj Americi, Aziji, Africi i Australiji

## Etimologija
Latinsko ime roda dolazi od grčkog pseudo, lažno, i roda Eranthemum, lažni erantemum.

## Opis
Podgrmlje ili grmlje s cistolitima. Listovi sjedeći ili peteljkasti; rub plojke lista cijeli ili podcijeli (ili režnjeviti). Cvjetovi u pazušnim ili završnim tirsima, gronjama ili klasovima; brakteje i brakteole prisutne, uglavnom kraće od čaške. Cvat završni tirsi; brakteje malene, ne zaklanjaju čašku. Čaška aktinomorfna; režnjeva 5. Vjenčić 2-usni; režnjeva 5, podjednakih; cijev linearna, duža od režnjeva; obično prisutni mali kleistogamni cvjetovi (za te je cvjetove značajno, da su u svom razvoju zaostali te se uopće ne otvaraju). Plodni prašnici 2; prašnici 2-tekusni; staminodi 2. Jajnik sa 2 ovule po lokulusu. Sjeme nosi na retinakuli.  

## Vrste
1. Pseuderanthemum alatum (Nees) Radlk.
2. Pseuderanthemum albiflorum (Hook.) Radlk.
3. Pseuderanthemum album (Roxb.) Radlk.
4. Pseuderanthemum angustifolium Ridl.
5. Pseuderanthemum armitii S.Moore
6. Pseuderanthemum arunachalense D.Borah, R.Kr.Singh & Taram
7. Pseuderanthemum aubertii Benoist
8. Pseuderanthemum australe M.C.Rodrigues & V.C.Souza
9. Pseuderanthemum bibracteatum Fosberg
10. Pseuderanthemum bicolor (Schrank) Radlk.
11. Pseuderanthemum bracteatum J.B.Imlay
12. Pseuderanthemum bradtkei S.Moore
13. Pseuderanthemum breviflos (C.B.Clarke) Ridl.
14. Pseuderanthemum campylosiphon Mildbr.
15. Pseuderanthemum candidum (Ridl.) Ridl.
16. Pseuderanthemum caudifolium (C.B.Clarke) Ridl.
17. Pseuderanthemum chaponense Leonard
18. Pseuderanthemum chilianthium Leonard
19. Pseuderanthemum chocoense Leonard
20. Pseuderanthemum cinnabarinum (Wall.) Radlk.
21. Pseuderanthemum cladodes Leonard
22. Pseuderanthemum comptonii S.Moore
23. Pseuderanthemum confertum S.Moore
24. Pseuderanthemum confusum Merr.
25. Pseuderanthemum congestum (S.Moore) Wassh.
26. Pseuderanthemum coudercii Benoist
27. Pseuderanthemum crenulatum (Wall. ex Lindl.) Radlk.
28. Pseuderanthemum ctenospermum Leonard
29. Pseuderanthemum curtatum (C.B.Clarke) Merr.
30. Pseuderanthemum cuspidatum (Nees) Radlk.
31. Pseuderanthemum dawei Turrill
32. Pseuderanthemum detruncatum (Nees & Mart.) Radlk.
33. Pseuderanthemum diachylum Leonard
34. Pseuderanthemum diantherum (Roxb.) I.M.Turner
35. Pseuderanthemum dispermum Milne-Redh.
36. Pseuderanthemum diversifolium (Miq.) Radlk.
37. Pseuderanthemum eberhardtii Benoist
38. Pseuderanthemum ellipticum Turrill
39. Pseuderanthemum exaequatum (Nees) Radlk.
40. Pseuderanthemum fasciculatum (Kuntze) Leonard
41. Pseuderanthemum floribundum T.F.Daniel
42. Pseuderanthemum fruticosum (Elmer) Merr.
43. Pseuderanthemum galbanum Leonard
44. Pseuderanthemum glomeratum J.B.Imlay
45. Pseuderanthemum graciliflorum (Nees) Ridl.
46. Pseuderanthemum grandiflorum (Benth.) Domin
47. Pseuderanthemum guerrerense Cruz Durán & S.Valencia
48. Pseuderanthemum haikangense C.Y.Wu & H.S.Lo
49. Pseuderanthemum heterophyllum (Nees) Radlk.
50. Pseuderanthemum hildebrandtii Lindau
51. Pseuderanthemum hirtipistillum (C.B.Clarke) Ridl.
52. Pseuderanthemum hispidulum (Nees) Radlk.
53. Pseuderanthemum hookerianum (Nees) V.M.Baum
54. Pseuderanthemum hooveri Wassh.
55. Pseuderanthemum huegelii (Burkill) K.Schum.
56. Pseuderanthemum hylophilum Leonard
57. Pseuderanthemum idroboi Leonard
58. Pseuderanthemum imlayae R.Kr.Singh
59. Pseuderanthemum incisum Benoist
60. Pseuderanthemum inclusum Hosok.
61. Pseuderanthemum interruptum (Kunth) V.M.Baum
62. Pseuderanthemum jundiaiense M.C.Rodrigues & V.C.Souza
63. Pseuderanthemum katangense Champl.
64. Pseuderanthemum kingii (C.B.Clarke) Ridl.
65. Pseuderanthemum lanceolatum (Ruiz & Pav.) Wassh.
66. Pseuderanthemum lanceophyllum Choopan
67. Pseuderanthemum lanceum (Nees) Radlk.
68. Pseuderanthemum lapathifolium (Vahl) B.Hansen
69. Pseuderanthemum latifolium (Vahl) B.Hansen
70. Pseuderanthemum laxiflorum (A.Gray) F.T.Hubb.
71. Pseuderanthemum leiophyllum Leonard
72. Pseuderanthemum leonardii M.C.Rodrigues & V.C.Souza
73. Pseuderanthemum leptanthum (C.B.Clarke) Lindau
74. Pseuderanthemum leptorhachis Lindau
75. Pseuderanthemum leptostachys Leonard
76. Pseuderanthemum leptostachyum (Nees) Radlk.
77. Pseuderanthemum liesneri T.F.Daniel
78. Pseuderanthemum longifolium (G.Forst.) Guillaumin
79. Pseuderanthemum longistylum J.B.Imlay
80. Pseuderanthemum ludovicianum (Büttner) Lindau
81. Pseuderanthemum macgregorii Lindau
82. Pseuderanthemum macrophyllum (Kuntze) Radlk.
83. Pseuderanthemum maculatum (G.Lodd.) I.M.Turner
84. Pseuderanthemum maguirei Leonard
85. Pseuderanthemum melanesicum Gâteblé, Ramon & Butaud
86. Pseuderanthemum metallicum Hallier
87. Pseuderanthemum micranthum Leonard
88. Pseuderanthemum minutiflorum (Elmer) Merr.
89. Pseuderanthemum modestum (Nees ex Mart.) Radlk.
90. Pseuderanthemum muelleri-fernandii Lindau
91. Pseuderanthemum orientalis Wassh.
92. Pseuderanthemum pacificum (Engl.) Lindau
93. Pseuderanthemum palauense Fosberg & Sachet
94. Pseuderanthemum paniculatum (Blume) Radlk.
95. Pseuderanthemum parishii (T.Anderson) Lindau
96. Pseuderanthemum pelagicum (Seem.) P.S.Green
97. Pseuderanthemum pihuamoense T.F.Daniel
98. Pseuderanthemum pittieri Leonard
99. Pseuderanthemum poilanei Benoist
100. Pseuderanthemum polyanthum (C.B.Clarke ex Oliv.) Merr.
101. Pseuderanthemum potamophilum Leonard
102. Pseuderanthemum praecox (Benth.) Leonard
103. Pseuderanthemum pubescens Choopan & Grote
104. Pseuderanthemum pumilum Lindau
105. Pseuderanthemum racemosum (Roxb.) Radlk.
106. Pseuderanthemum repandum (G.Forst.) Guillaumin
107. Pseuderanthemum riedelianum (Nees) Radlk.
108. Pseuderanthemum selangorense (C.B.Clarke) Ridl.
109. Pseuderanthemum shweliense (W.W.Sm.) C.Y.Wu & C.C.Hu
110. Pseuderanthemum siamense J.B.Imlay
111. Pseuderanthemum sneidernii Leonard
112. Pseuderanthemum sorongense Bremek.
113. Pseuderanthemum standleyi Leonard
114. Pseuderanthemum stenosiphon Leonard
115. Pseuderanthemum stenostachyum (Leonard) V.M.Baum
116. Pseuderanthemum subauriculatum Mildbr.
117. Pseuderanthemum subviscosum (C.B.Clarke) Stapf
118. Pseuderanthemum sumatrense (Ridl.) Merr.
119. Pseuderanthemum sylvestre Ridl.
120. Pseuderanthemum teijsmannii (T.Anderson ex C.B.Clarke) Stapf
121. Pseuderanthemum tenellum (Benth.) Radlk.
122. Pseuderanthemum thailandicum Choopan & Grote
123. Pseuderanthemum thelothrix Leonard
124. Pseuderanthemum tomentellum Bremek.
125. Pseuderanthemum tonkinense Benoist
126. Pseuderanthemum tunicatum (Afzel.) Milne-Redh.
127. Pseuderanthemum usambarensis Vollesen
128. Pseuderanthemum variabile (R.Br.) Radlk.
129. Pseuderanthemum velutinum Lindau
130. Pseuderanthemum verapazense Donn.Sm.
131. Pseuderanthemum verbenaceum (Nees & Mart.) Radlk.
132. Pseuderanthemum viriduliflorum Bremek.
133. Pseuderanthemum weberbaueri Mildbr.